# USS Quincy (CA-39)
Lo USS Quincy (codice e numero d'identificazione CA-39) è stato un incrociatore pesante della United States Navy, appartenente alla classe New Orleans e così nominato dall'omonima città del Massachusetts. Armato con una batteria principale di nove cannoni da 203 mm, entrò in servizio nel giugno 1936, a un anno di distanza dal varo.
Appena un mese dopo fu inviato in Mediterraneo per monitorare la situazione della guerra civile spagnola da poco scoppiata. Tornò dopo un mese in patria partecipando per il resto degli anni trenta a esercitazioni e addestramenti sia con la Flotta dell'Atlantico, sia con quella del Pacifico. Con l'inizio della seconda guerra mondiale fu assegnato a compiti di pattuglia dell'Oceano Atlantico per preservare la neutralità delle acque americane e di scorta ai convogli britannici: nel corso di una di tali scorte avvenne l'attacco di Pearl Harbor, che fece entrare in guerra gli Stati Uniti. Dopo lunghe revisioni, il Quincy fu riassegnato alla Flotta del Pacifico nel maggio 1942.
Nel luglio 1942 si unì alla formazione navale mista australiano-statunitense che condusse il 7 agosto gli sbarchi sull'isola di Guadalcanal; fu distaccato poi con altri due incrociatori pesanti statunitensi per interdire a una forza navale giapponese, localizzata l'8 agosto, il passaggio tra l'isola di Savo e le isole Florida. Tuttavia la formazione nipponica riuscì a sorprendere lo schieramento alleato e affondò un totale di quattro incrociatori pesanti: tra questi vi era anche il Quincy, colpito da due siluri e devastato dal tiro concentrato delle navi giapponesi. L'incrociatore colò a picco nelle prime ore della notte del 9 agosto con quasi 380 morti, incluso il comandante.

## Caratteristiche
Il Quincy era uno dei sette incrociatori pesanti della classe New Orleans. Presentava una lunghezza alla linea di galleggiamento di 184,30 metri, una larghezza massima di 18,85 metri e un pescaggio di 5,92 metri (massimo pari a 6,86 metri). Il dislocamento a vuoto era di 9 375 - 9 950 tonnellate e la stazza lorda arrivava a 12 411 tonnellate.
La corazzatura era spessa 127 mm alla cintura dello scafo e per la torre di comando, 203 mm per le torrette, 55 mm per il ponte. L'armamento principale consisteva in una batteria di nove cannoni da 203 mm lunghi 55 calibri (L/55), ripartiti in tre torri trinate, due a prua sovrapposte e una a poppa. Era inoltre stata installata una batteria di otto pezzi contraerei da 127 mm L/25 in impianti singoli, coadiuvati da otto mitragliatrici pesanti Browning M2 da 12,7 mm montate singolarmente per il contrasto a breve distanza dei velivoli a bassa quota. In seguito, tra la fine del 1941 e l'inizio del 1942, furono aggiunti almeno quattro impianti contraerei quadrinati da 28 mm L/75.
La propulsione era affidata a otto caldaie collegate a turbine a ingranaggi a vapore, che attivavano quattro alberi motore ognuno dotato di un'elica: la potenza generata era di 107 000 shp e la velocità massima raggiungibile era pari a 32 nodi.
L'equipaggio era composto da 807 uomini tra ufficiali e truppa in pace, mentre in tempo di guerra aumentava a 1 121 uomini. L'incrociatore disponeva di quattro idrovolanti da ricognizione del tipo Curtiss SOC Seagull con le rispettive rimesse, oltre alla catapulta atta a lanciarli e argani per recuperarli.

## Servizio operativo

### Costruzione
Il Quincy fu impostato il 15 novembre 1933 dalla Bethlehem Shipbuilding Corporation nei cantieri di Quincy, Massachusetts, città dalla quale prese il proprio nome; la cerimonia del varo fu officiata dalla signora Henry S. Morgan il 19 giugno 1935. Quasi un anno dopo, il 9 giugno 1936, entrò in servizio nella marina statunitense e il comando fu assunto dal capitano William Faulkner Amsden.

### Gli anni trenta

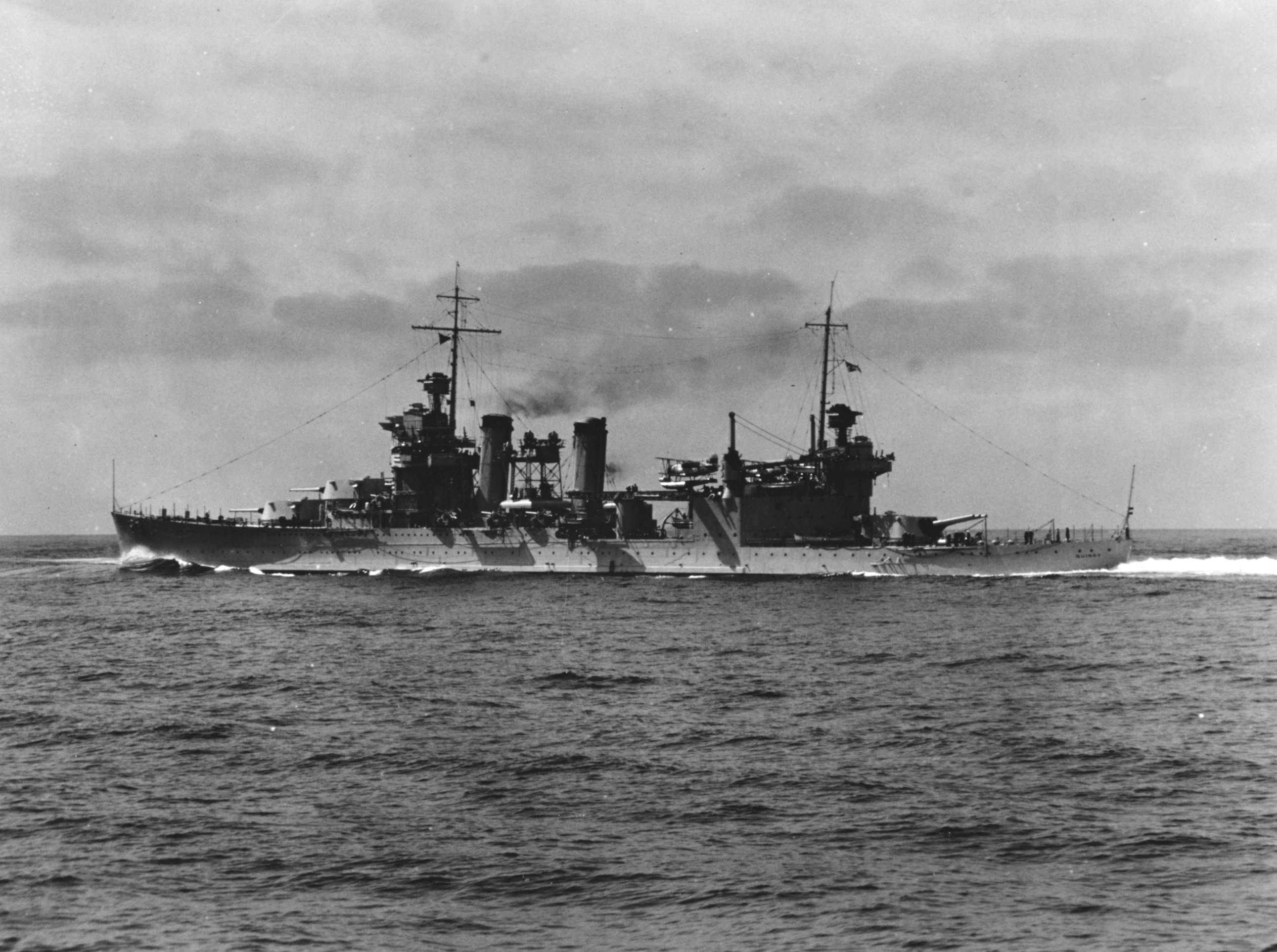
Il Quincy nel corso di una delle numerose esercitazioni cui prese parte nel 1937

Il Quincy fu assegnato all'8ª Divisione incrociatori in seno alla Flotta dell'Atlantico, il comando orientale della marina americana: il 20 luglio 1936 ricevette ordine di raggiungere il Mar Mediterraneo per garantire gli interessi statunitensi in Spagna, dilaniata dalla guerra civile tra il legittimo governo repubblicano e gli insorti nazionalisti del generale Francisco Franco. La nave passò lo stretto di Gibilterra il 26 luglio e il giorno successivo si ancorò a Malaga. Nel corso dell'incarico, fece parte di una flotta di salvataggio internazionale che tra le altre includeva anche le corazzate tascabili tedesche Deutschland, Admiral Scheer e Admiral Graf Spee: l'incrociatore statunitense evacuò 490 rifugiati a Marsiglia e Villefranche-sur-Mer nella Francia meridionale. Rilevato dall'incrociatore leggero USS Raleigh, il Quincy fece ritorno in patria giungendo al cantiere di Boston il 5 ottobre, dove fu sottoposto a un raddobbo in vista delle prove finali per l'accettazione definitiva da parte dei vertici della marina; i collaudi si tennero tra il 15 e il 18 marzo 1937 e si conclusero con esito positivo.
Il 12 aprile passò agli ordini del capitano Paul Henry Bastedo e fu riassegnato alla Flotta del Pacifico, prendendo la rotta per il canale di Panama che attraversò tra il 23 e il 27 aprile; giunto il 10 maggio a Pearl Harbor, la principale base navale nelle Hawaii, fu aggregato alla 7ª Divisione incrociatori. Il 20 maggio salpò assieme alle altre divisioni incrociatori per partecipare a un'esercitazione tattica, la prima di una lunga serie che lo coinvolse per il resto del 1937 e i primi mesi del 1938. Tra il 15 marzo e il 28 aprile 1938 fu tra le navi impegnate nell'esercitazione di flotta XIX (fleet problem), che si svolse al largo delle Hawaii e simulò una battaglia. Dopo una revisione presso il Mare Island Navy Yard vicino a Vallejo, in California, riprese gli addestramenti con la 7ª Divisione al largo di San Clemente. Il 4 gennaio 1939 fu di nuovo trasferito alla Flotta dell'Atlantico; passato il 13 gennaio il canale, fece rotta sulla baia di Guantánamo, nell'isola di Cuba, ove si esercitò nel tiro e partecipò a una simulazione di sbarco. Tra il 13 e il 26 febbraio fu coinvolto nel fleet problem XX della Flotta dell'Atlantico, a est delle Piccole Antille. Il 12 aprile salpò assieme agli incrociatori pesanti USS San Francisco e USS Tuscaloosa per intraprendere una crociera diplomatica in America meridionale: la squadra fece tappa tra l'8 aprile e il 10 maggio a Caracas, Rio de Janeiro, Buenos Aires. Tra il 14 e il 15 maggio passò lo Stretto di Magellano in tempesta e visitò quindi Valparaíso e Callao. Le navi riattraversarono il canale di Panama e il 12 giugno il Quincy si ancorò a Norfolk, ove accolse a bordo un gruppo di riservisti; con costoro effettuò tre crociere di addestramento tra il 9 luglio e il 24 agosto.

### La seconda guerra mondiale
Il 1º settembre 1939 la Germania nazista invase la Polonia, decretando l'inizio della seconda guerra mondiale. Gli Stati Uniti organizzarono quindi pattuglie navali nell'Oceano Atlantico per preservare la neutralità delle acque americane: il Quincy, assegnato a una di tali squadre, spese il resto del 1939 in frequenti ricognizioni. Il 15 dicembre il capitano Bastedo fu sostituito dal parigrado William Carter Wickham.

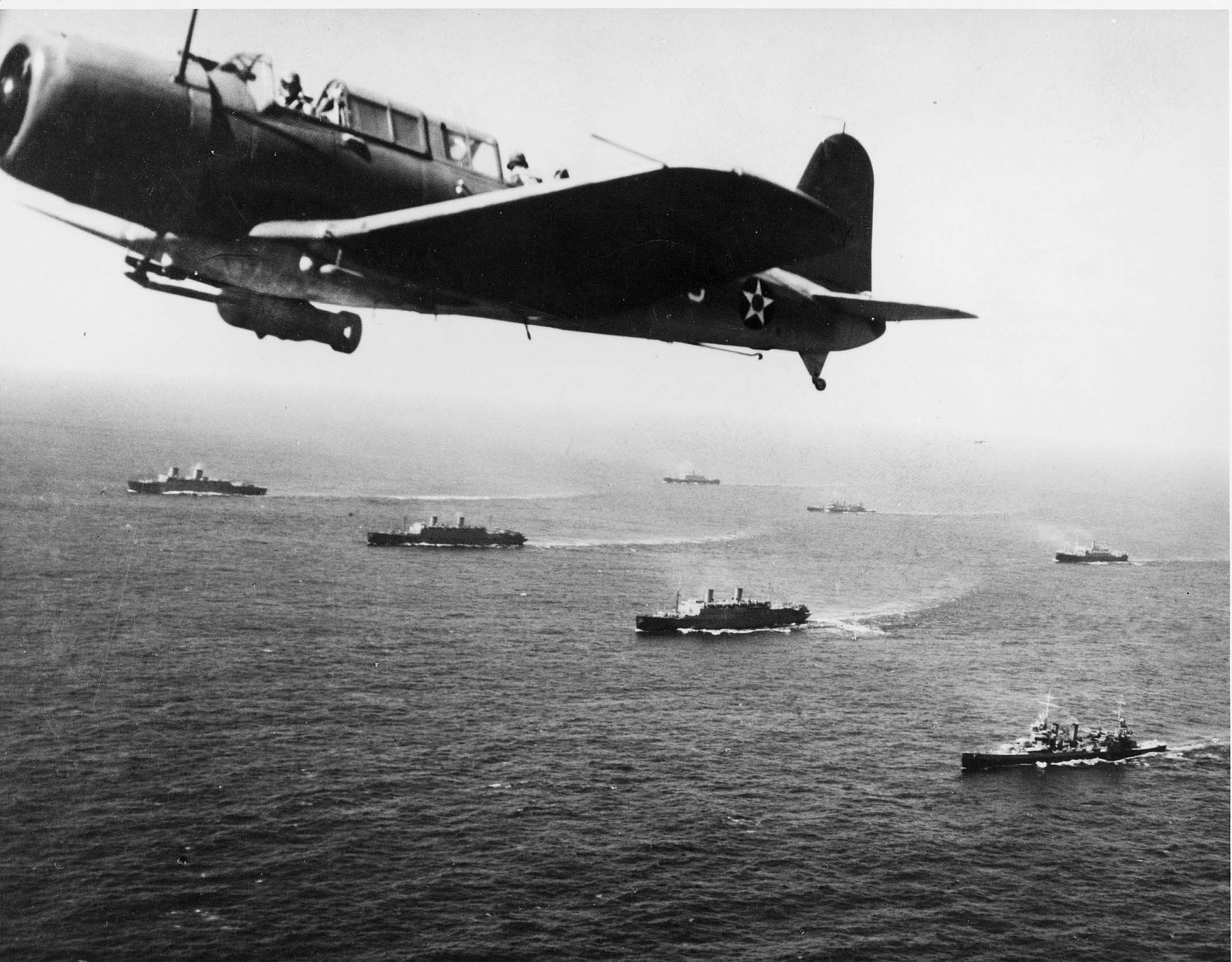
Il Quincy (al centro della seconda fila) scorta il convoglio WS-12 partito da Città del Capo per Trinidad, nei Caraibi

In seguito a un approfondito lavoro di manutenzione presso i cantieri della marina a Norfolk, il Quincy fu di nuovo operativo dal 4 maggio 1940. Condusse una crociera di visite in Brasile, Uruguay e Argentina tornando a Norfolk il 22 settembre; quindi tra il 1º ottobre e il 20 dicembre attese ad altre tre crociere d'addestramento. Tra il 3 febbraio e il 1º aprile 1941 partecipò a intense esercitazioni con la Flotta dell'Atlantico, che riguardarono ancora una simulazione di sbarco, eseguita sull'isola di Culebra. Dal 26 aprile a 6 giugno fece parte del Task group 2, incentrato sulla portaerei USS Wasp e incaricato di pattugliare l'Atlantico centrale contro le montanti minacce portate dai sommergibili tedeschi; più tardi operò con gli stessi compiti nel Task group 28 costruito attorno alla portaerei USS Yorktown fino al 14 luglio, quando ricevette ordine di riguadagnare i porti nazionali. Tra le due missioni, il 1º luglio, il Quincy era intanto passato al comando del capitano Charlton Eugene Battle, Jr.
Già il 28 luglio 1941 salpò assieme al resto del Task group 16 per condurre ricognizioni nelle acque dell'Islanda (precauzionalmente occupata nel marzo 1940 dal Regno Unito), compreso un pattugliamento dello Stretto di Danimarca durato dal 21 al 24 settembre. Tornato in Terranova il 31 ottobre come scorta a un convoglio navale, il Quincy procedette sul porto di Trinidad e da lì fece rotta su Città del Capo in Sudafrica: s'incontrò con il convoglio WS-12 assegnatogli e lo scortò a Trinidad, arrivando a destinazione il 29 dicembre. Nel frattempo, il 7 dicembre l'Impero giapponese aveva attaccato la Flotta del Pacifico ancorata a Pearl Harbor e sia la Germania, sia l'Italia fascista avevano dichiarato guerra agli Stati Uniti, che furono così trascinati nel conflitto in corso.

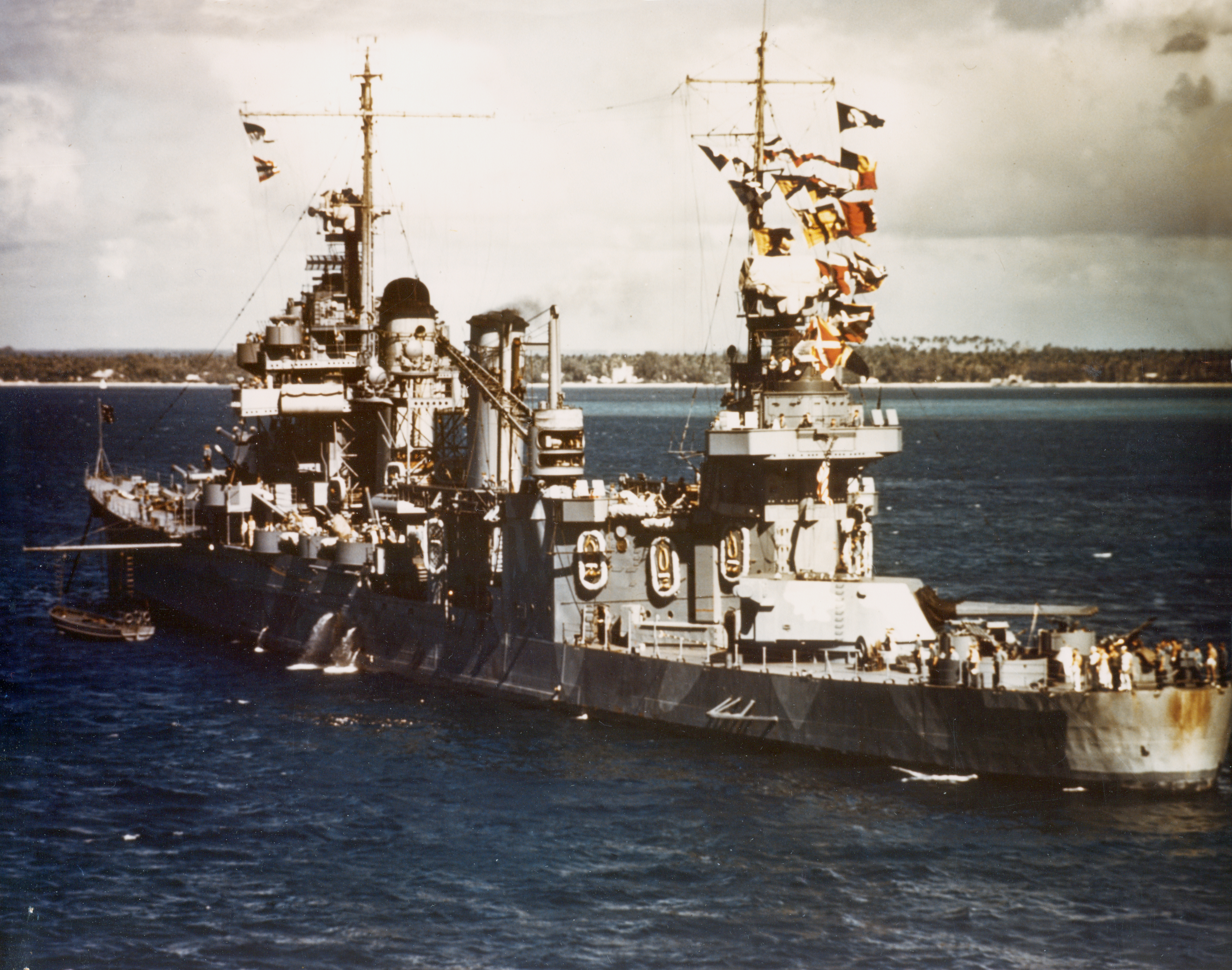
Il Quincy ancorato nelle acque di Nouméa in Nuova Caledonia, luglio-agosto 1942

Integrato nella Task Force 15, il Quincy ritornò nelle acque islandesi il 25 gennaio 1942 per scortare un convoglio diretto sull'isola e compiere ancora una ricognizione dello stretto di Danimarca, svoltasi tra l'8 e l'11 marzo. Tornò quindi negli Stati Uniti ancorandosi il 14 marzo a New York e fu sottoposto a un'accurata revisione nei locali cantieri della marina che durò fino agli ultimi giorni di maggio. Al comando del capitano Samuel Nobre Moore che aveva rimpiazzato il collega il 20 maggio, il Quincy fu riassegnato al teatro del Pacifico; salpò il 5 giugno e passando attraverso il canale di Panama giunse a San Diego, California il 19 dove fu aggregato alla Task force 18 del retroammiraglio Norman Scott in qualità di nave ammiraglia. A luglio la squadra fece rotta per la Nuova Zelanda dove si stavano riunendo le unità preposte a condurre la prima offensiva statunitense contro i domini giapponesi: nel corso della pianificazione dettagliata il Quincy e gli incrociatori pesanti USS Astoria, USS Vincennes, HMAS Canberra e HMAS Australia (questi due ultimi australiani) furono assegnati come forza di copertura degli sbarchi al contrammiraglio britannico Victor Crutchley, coadiuvati da alcuni cacciatorpediniere.

#### L'affondamento
Nelle prime ore 7 agosto 1942 la flotta alleata comprendente circa 100 navi doppiò da nord-ovest l'isola di Guadalcanal, nelle Salomone meridionali, e giunse nei pressi di Punta Lunga, sulla costa settentrionale: il Quincy si unì al bombardamento navale preparatorio e distrusse varie installazioni giapponesi vicino alla pista aerea in costruzione, tra le quali un deposito di benzina; quindi fornì supporto ravvicinato allo sbarco di reparti della 1ª Divisione Marine, peraltro incontrastato.

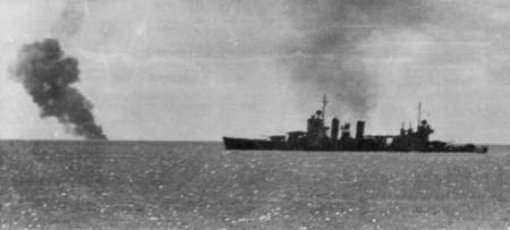
Il Quincy dinanzi alle coste di Guadalcanal, il 7 o l'8 agosto 1942, dopo aver abbattuto un velivolo giapponese

Nel pomeriggio dell'8 agosto, poiché il vicemmiraglio Frank Fletcher si era ritirato con le tre portaerei ai suoi ordini dalle acque a sud di Guadalcanal dopo l'avvistamento di una squadra giapponese con rotta sud-est, il contrammiraglio Crutchley organizzò la propria squadra in tre gruppi per proteggere le vie d'accesso alle spiagge; di questi, quello tra Guadalcanal e l'isola di Savo comprendeva gli incrociatori Australia (nave ammiraglia), Canberra e USS Chicago e i cacciatorpediniere USS Patterson e USS Bagley, mentre i tre incrociatori Astoria, Vincennes e Quincy con i due cacciatorpediniere USS Helm e USS Wilson rimasero a copertura del braccio di mare tra l'isola di Savo e le isole Florida. Tale schieramento divise però le forze di superficie alleate e Crutchley stesso non fornì alcun piano di battaglia nel caso un gruppo avesse incontrato le navi giapponesi; egli poi si allontanò a bordo dell'ammiraglia per conferire con il viceammiraglio Richmond Turner, avvisando soltanto il suo vice capitano di vascello Howard Bode. Nel corso della notte la squadra giapponese, condotta dal viceammiraglio Gun'ichi Mikawa, passò inosservata a ovest dell'isola di Savo e mise fuori combattimento il primo gruppo di difesa; quindi accostò verso nord-est e poi nord-ovest, circondando la squadra di incrociatori statunitensi. Alle 01:50 il gruppo fu individuato dai proiettori e dai razzi illuminanti nipponici e nonostante la confusione e l'incertezza dovute alla rapidità dell'attacco, il capitano Moore ordinò di accostare a dritta e sparare con la batteria da 203 mm: l'undicesima salva centrò in pieno la sala nautica della plancia dell'incrociatore pesante Chokai, uccidendo tutti coloro che vi si trovavano.

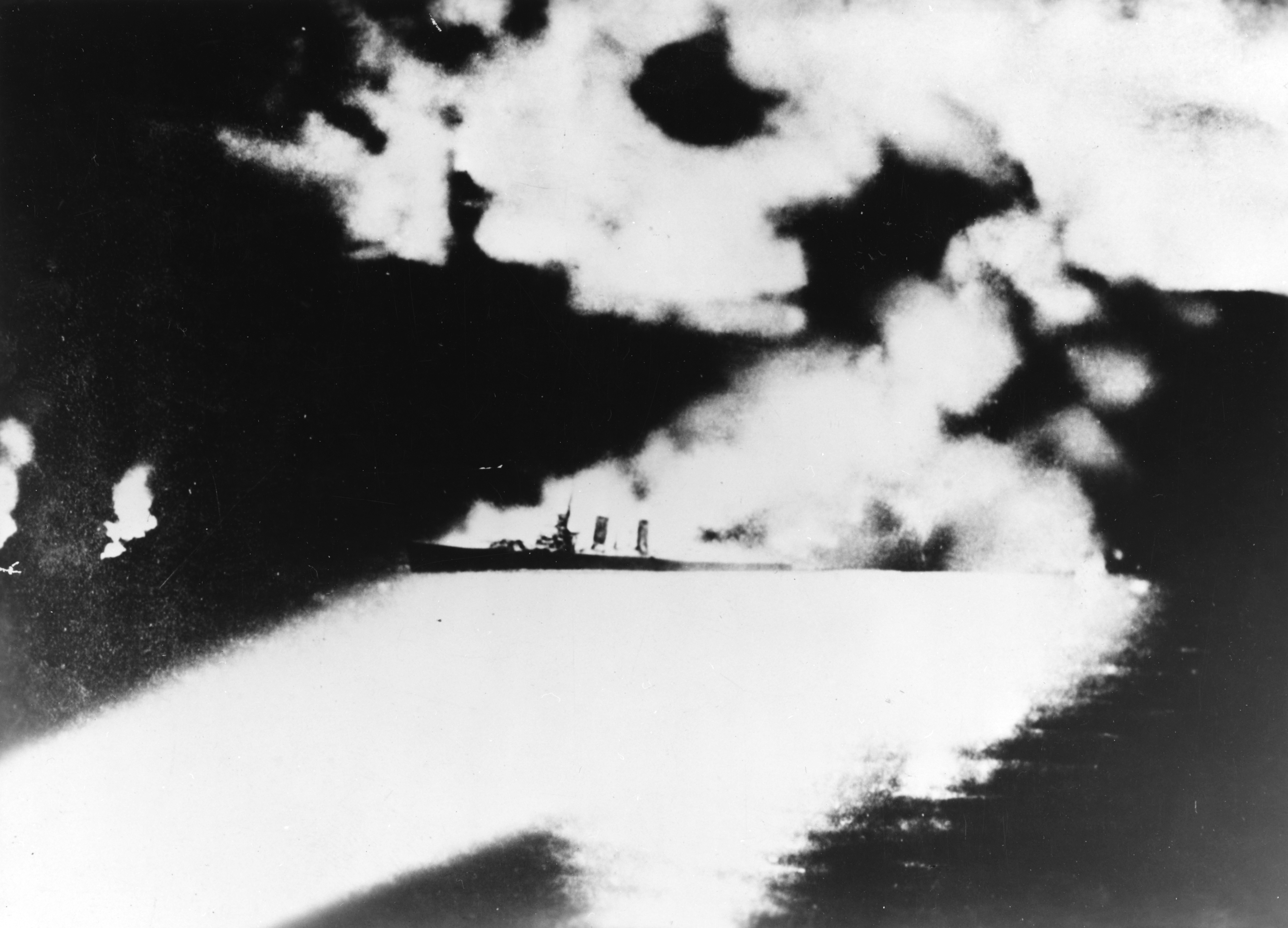
Illuminato dai proiettori di un incrociatore giapponese e del tutto devastato, il Quincy affondò poco dopo lo scatto di questa fotografia

Il Quincy fu però a sua volta colpito e gli idrovolanti s'incendiarono, segnalandolo chiaramente alle navi giapponesi il cui tiro fece saltare in aria la torre prodiera numero due, mentre un siluro scoppiò all'altezza del locale caldaie numero 4, allagandolo; alcune granate centrarono la plancia e il capitano Moore, ferito in maniera grave, dette ordine al timoniere di far arenare l'incrociatore prima di morire. Il Quincy tuttavia era troppo appesantito dall'acqua che si ingolfava nelle falle e alle 02:16 un secondo siluro esplose a poppa sulla dritta, facendolo sbandare. Alle 02:35, quando la battaglia si era conclusa da poco più di un quarto d'ora, il Quincy si capovolse sulla sinistra e affondò.
Insieme al capitano Moore persero la vita 378 tra marinai e ufficiali dell'equipaggio; i 650 superstiti (220 dei quali feriti) furono tratti in salvo nei giorni seguenti dai cacciatorpediniere USS Bagley, USS Buchanan, USS Wilson e USS Ellet.

## Encomi
L'incrociatore pesante Quincy guadagnò una Service star per i servizi resi durante il conflitto.

## Il ritrovamento del relitto
Tra il luglio e l'agosto 1992 Robert D. Ballard, noto per aver ritrovato nel 1991 il RMS Titanic, guidò una spedizione che si proponeva di scoprire i relitti di varie navi al largo di Guadalcanal: avvalendosi anche di un minisommergibile a tre posti e di un mezzo marino telecomandato da ripresa (entrambi forniti dalla marina statunitense), individuò nei primi giorni di agosto, a quasi cinquant'anni esatti dal suo affondamento, il Quincy. Giace poche miglia a est-nord-est dell'isola di Savo, leggermente inclinato e a circa a 91,50 metri di profondità ma manca della prua, mozzata all'altezza della torre numero uno da 203 mm; questa e la numero due, semidistrutta, sono brandeggiate sulla dritta con i cannoni puntati ad alzi diversi. La sovrastruttura anteriore è crivellata di fori e sia catapulte degli idrovolanti, sia i fumaioli sono scomparsi; delle rimesse rimangono pochi resti. Il ponte di poppa, sfondato nel corso della battaglia, ha ceduto alla pressione idrostatica mentre la paratia paraschegge a protezione della plancia è ora verticale, piegatasi nel corso dell'affondamento.